# Halsband-Zwergfalke
Der Halsband-Zwergfalke (Polihierax semitorquatus, Syn.: Falco semitorquata) ist ein Vogel aus der Familie der Falkenartigen (Falconidae), der im Nordosten und im Südwesten von Afrika vorkommt.

## Merkmale

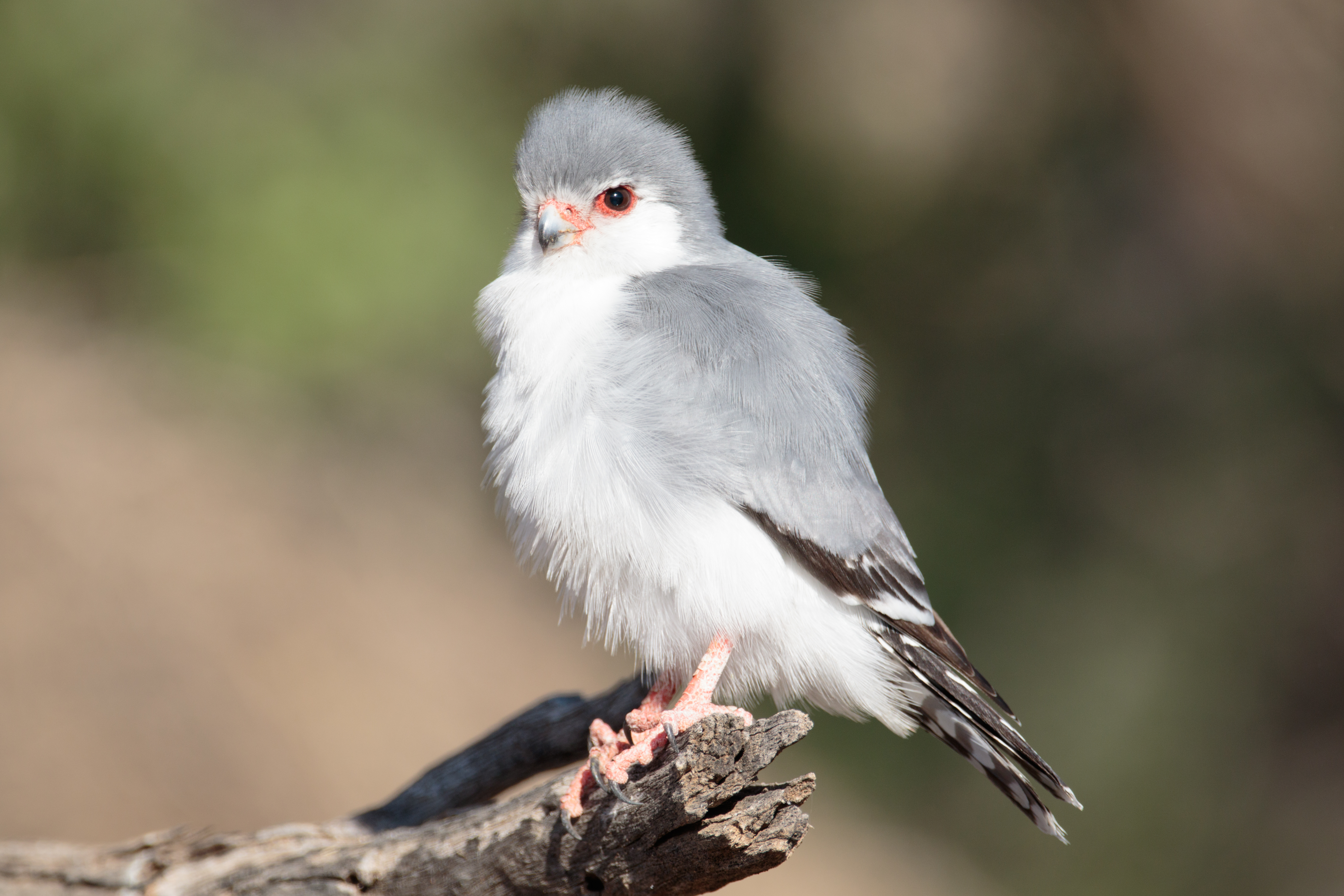
Halsband-Zwergfalke, Männchen

Die kleine Falkenart erreicht eine Länge von 18 bis 21 Zentimeter, hat eine Flügelspannweite von 34 bis 40 Zentimeter und ein Gewicht von 44 bis 72 Gramm. Brust, Bauch und Kehle sind weiß. Der Nacken, der Kopf oberhalb der Augen und der Rücken sind hellgrau. Bei den Weibchen ist der obere Rückenbereich kastanienbraun. Die Handschwingen und der Schwanzoberseite sind schwarz mit weißen Flecken. Die Iris ist dunkelbraun, die Haut des unbefiederten Augenrings und die Beine sind rötlich-orange bis rot. Bei Jungvögeln sind die grauen Federn der Oberseite rötlich umrandet, die Bauchseite ist schwach gestreift, der Augenring und die Füße sind heller als bei adulten Exemplaren.

Das Verbreitungsgebiet des Halsband-Zwergfalken

## Lebensraum und Lebensweise
Der Halsband-Zwergfalke lebt von Meeresspiegelhöhe bis in Höhen von 1600 Metern in trockenen und halbtrocken Savannen und Steppen mit spärlicher Bodenbedeckung durch Gräser, Sträucher, Dornengestrüpp und vereinzelten großen Bäumen. Als Schlaf- und Nistplatz nutzt er die Nester von Webervögeln, im südlichen Afrika vor allem die des Siedelwebers im nordöstlichen Afrika die des Büffelwebers. Auch die Nester von Webern der Gattung Plocepasser oder einiger Starenarten werden genutzt. Paare oder Familien übernachten oft gemeinsam im gleichen oder einem benachbarten Webernest. In den meisten Regionen seines Verbreitungsgebietes ist der Halsband-Zwergfalke ein Standvogel, die sehr trockenen Gebiete verlässt er aber in Zeiten extremer Dürre und sucht feuchtere Gegenden auf. Jungvögel unternehmen eventuell größere Wanderungen um geeignete Reviere zu finden. Halsband-Zwergfalken ernähren sich vor allem von kleinen Eidechsen, Skinken und Agamen, sowie von Insekten wie Käfern, Heuschrecken oder Termiten. Seltener werden kleine Nagetiere oder Vögel erbeutet, hin und wieder auch die Webervögel, deren Nester sie nutzen. Meist warten die kleinen Falken auf einem Ansitz und erbeuten die Tiere am Boden, seltener werden sie in der Luft gefangen. In Nordostafrika brüten die Vögel von Juni bis Dezember, in Südwestafrika vermehren sie sich von August bis März. In einigen Jahren brüten sie auch zwei Mal. Das Gelege besteht aus 2 bis 4 Eiern, die 27 bis 31 Tage lang bebrütet werden. Die Nestlinge haben zunächst ein weißes Daunengefieder. Nach etwa 30 Tagen werden die Jungvögel flügge, kommen aber bis zu zehn Tage danach wieder zum Nest zurück. Das Revier der Eltern verlassen sie nach ca. zwei Monaten. Jungvögel aus der vorhergehenden Brut helfen gelegentlich bei der Aufzucht der aktuellen Brut.

## Systematik
Die Falkenart wurde 1847 durch den deutschen Zoologen Johann Jakob Kaup unter der Bezeichnung Falco semitorquata erstmals wissenschaftlich beschrieben. Die Gattung Polihierax wurde 1836 den britischen der Zoologen und Forschungsreisenden Andrew Smith eingeführt. Der Halsband-Zwergfalke ist die Schwestergruppe der eigentlichen Falken (Falco) und bildet mit diesen, dem Langschwanz-Zwergfalken (Neohierax insignis) und den Eigentlichen Zwergfalken (Microhierax) die Tribus Falconini innerhalb der Unterfamilie Falconinae.
Nach Angaben der ornithologischen Webseite Birds of the World unterscheiden sich die Populationen weder hinsichtlich ihrer Färbung noch in ihrer Größe und die Art ist monotypisch, in der World Bird List der International Ornithologists’ Union werden entsprechend des disjunkten Verbreitungsgebietes zwei Unterarten unterschieden.
- Polihierax semitorquatus castanotus, lebt im Nordosten von Afrika in Äthiopien, Somalia, Kenia, im südlichen Südsudan, im nordöstlichen Uganda und in teilen von Tansania.
- Polihierax semitorquatus semitorquatus, kommt vom südwestlichen Angola über Namibia bis in den Nordwesten von Südafrika vor.

## Gefährdung
Nach Angaben der IUCN  gilt der Halsband-Zwergfalke aufgrund des sehr großen Verbreitungsgebietes und da es keine Anzeichen für einen Rückgang der Population gibt als ungefährdet.